# Ľudovít Cvetler
Ľudovít Cvetler (* 17. září 1938, Bernolákovo) je bývalý slovenský fotbalista, útočník, reprezentant Československa, držitel stříbrné medaile z olympijských her v Tokiu roku 1964, vítěz Poháru vítězů pohárů.

## Fotbalová kariéra
V československé reprezentaci odehrál roku 1964 dvě utkání, 6x nastoupil v reprezentačním B-mužstvu, 7x v olympijském výběru (2 góly).
V československé lize nastoupil v 257 utkáních a vstřelil 59 branek. Hrál za Slovan Bratislava (1959–1969), Standard Lutych (1969–1972), Zbrojovku Brno (1972–1973) a Slovan Vídeň (1974–1976). S Lutychem se stal dvakrát mistrem Belgie (1970, 1971), se Slovanem Bratislava třikrát vyhrál československý pohár (1962, 1963, 1968) a především roku 1969 získal druhou nejprestižnější klubovou trofej Evropy - Pohár vítězů pohárů. V Poháru mistrů evropských zemí nastoupil za Standart Lutych v 11 utkáních a dal 3 góly, v Poháru vítězů pohárů nastoupil za Slovan Bratislava v 16 utkáních a dal 3 góly.
S fotbalem začínal v Bernolákovu. Ve sportovním prostředí je znám pod přezdívkou „Bakši“.

## Ligová bilance
| Ročník                                   | Zápasy | Góly | Klub                       |
| ---------------------------------------- | ------ | ---- | -------------------------- |
| 1. československá fotbalová liga 1959/60 | 13     | 2    | TJ ÚNV Slovan Bratislava   |
| 1. československá fotbalová liga 1960/61 | 25     | 3    | TJ ÚNV Slovan Bratislava   |
| 1. československá fotbalová liga 1961/62 | 26     | 6    | TJ Slovan CHZJD Bratislava |
| 1. československá fotbalová liga 1962/63 | 25     | 11   | TJ Slovan CHZJD Bratislava |
| 1. československá fotbalová liga 1963/64 | 26     | 11   | TJ Slovan CHZJD Bratislava |
| 1. československá fotbalová liga 1964/65 | 23     | 7    | TJ Slovan CHZJD Bratislava |
| 1. československá fotbalová liga 1965/66 | 25     | 2    | TJ Slovan CHZJD Bratislava |
| 1. československá fotbalová liga 1966/67 | 26     | 4    | TJ Slovan CHZJD Bratislava |
| 1. československá fotbalová liga 1967/68 | 19     | 6    | TJ Slovan CHZJD Bratislava |
| 1. československá fotbalová liga 1968/69 | 24     | 2    | TJ Slovan CHZJD Bratislava |
| 1. belgická fotbalová liga 1969/70       | 15     | 1    | Standard Lutych            |
| 1. belgická fotbalová liga 1970/71       | 23     | 4    | Standard Lutych            |
| 1. belgická fotbalová liga 1971/72       | 24     | 11   | Standard Lutych            |
| 1. československá fotbalová liga 1972/73 | 19     | 4    | TJ Zbrojovka Brno          |
| 1. československá fotbalová liga 1973/74 | 6      | 1    | TJ Zbrojovka Brno          |
| CELKEM 1. LIGA ČSR / ČSSR                | 257    | 59   |                            |
| CELKEM 1. LIGA Belgie                    | 62     | 16   |                            |